# Tevfik Esenç
Tevfik Esenç (1904 - 7 d'octubre de 1992) fou un agricultor turc d'origen circassià, cèlebre per haver estat l'últim parlant conegut d'ubikh, així com per la seva feina en les tasques de recerca d'aquesta llengua.

## Biografia
Va ser criat durant un temps pels seus avis, parlants d'ubikh, al poble d'Hacı Osman, Turquia. Va servir una legislatura com a muhtar o alcalde del poble abans de rebre un càrrec com a funcionari a Istanbul.
Allí va tenir l'oportunitat de conèixer al lingüista francès Georges Dumézil i el seu associat Georges Charachidzé, amb el qual va realitzar un gran treball per aconseguir enregistrar i conservar la seva llengua. Més tard el lingüista turc A. Sumru Özsoy estudià ubikh amb ell.
Dotat d'una excel·lent memòria i comprenent de seguida les intencions de Dumézil i altres lingüistes que el visitaven, va ser la font principal de dades i informació no només de la llengua ubikh sinó també de la seva mitologia, cultura i costums. No només parlava ubykh, també turc i el dialecte hakutxi de l'adigué, la qual cosa li va permetre algun treball comparatiu entre les dues llengües. Era un purista i el seu idiolecte de l'ubikh és considerat per alguns com el més semblant a una llengua estàndard literària que va arribar a tenir aquest idioma.
Esenç va morir el 1992 a l'edat de 88 anys. La inscripció que va voler que aparegués en la seva tomba com a epitafi va ser la següent:
| « | «Aquesta és la tomba de Tevfik Esenç. Va ser l'última persona capaç de parlar la llengua que anomenaven ubikh». | » |

El 1994, A. Sumru Özsoy organitzà una conferència internacional, anomenada Conferència de Lingüística del Caucas del Nord-oest, a la Universitat de Boğaziçi en memòria de Dumézil i Esenç.